# Szilveszter Hangya
Szilvester Hangya (ur. 2 stycznia 1994 w Baji) – węgierski piłkarz grający na pozycji lewego obrońcy. Od 2018 jest piłkarzem klubu Fehérvár FC.

## Kariera klubowa
Swoją karierę piłkarską Hangya rozpoczynał w juniorach takich klubów jak: Bajai LSE (2004-2008) i MTK Budapest FC (2008-2011). W 2011 roku awansował do kadry pierwszego zespołu MTK. 26 maja 2012 zadebiutował w jego barwach w drugiej lidze węgierskiej w przegranym 1:2 wyjazdowym meczu z Szigetszentmiklósi TK. W MTK występował do końca sezonu 2013/2014.
Latem 2014 Hangya został na pół roku wypożyczony do grającego w pierwszej lidze zespołu Dunaújváros PASE. Swój debiut w nim zaliczył 6 grudnia 2014 w przegranym 1:4 domowym meczu z Fehérvárem FC. Był to zarazem jego jedyny mecz w barwach tego klubu, który w sezonie 2014/2015 spadł do drugiej ligi.
W styczniu 2015 Hangya przeszedł do budapeszteńskiego Vasasu. Swój debiut w nim zanotował 21 lutego 2015 w zremisowanym 0:0 wyjazdowym meczu z Gyirmótem. W sezonie 2014/2015 awansował z nim do pierwszej ligi. W Vasasie grał do końca sezonu 2017/2018.
W lipcu 2018 Hangya odszedł do Fehérváru FC. Zadebiutował w nim 3 listopada 2018 w zwycięskim 4:0 wyjazdowym meczu z Paksi FC. W sezonie 2018/2019 zdobył z Fehérvárem Puchar Węgier oraz został wicemistrzem tego kraju. W sezonie 2019/2020 ponownie wywalczył wicemistrzostwo Węgier.
| Sezon   | Klub               | Kraj  | Rozgrywki | Mecze | Gole |
| ------- | ------------------ | ----- | --------- | ----- | ---- |
| 2011/12 | MTK Budapest FC    | Węgry | NB II     | 2     | 0    |
| 2012/13 | MTK Budapest FC II | Węgry | NB III    | 21    | 1    |
| 2013/14 | MTK Budapest FC    | Węgry | NB I      | 1     | 0    |
| 2014/15 | Dunaújváros PASE   | Węgry | NB I      | 2     | 0    |
| 2014/15 | Vasas FC           | Węgry | NB II     | 13    | 0    |
| 2015/16 | Vasas FC           | Węgry | NB I      | 26    | 1    |
| 2016/17 | Vasas FC           | Węgry | NB I      | 30    | 0    |
| 2017/18 | Vasas FC           | Węgry | NB I      | 27    | 1    |
| 2018/19 | Fehérvár FC        | Węgry | NB I      | 5     | 0    |
| 2019/20 | Fehérvár FC        | Węgry | NB I      | 21    | 0    |
| 2020/21 | Fehérvár FC        | Węgry | NB I      | 25    | 1    |

## Kariera reprezentacyjna
Hangya grał w młodzieżowych reprezentacjach Rumunii na szczeblach U-18, U-20 i U-21. W reprezentacji Węgier zadebiutował 15 listopada 2016 w przegranym 0:2 towarzyskim meczu ze Szwecją, rozegranym w Budapeszcie, gdy w 45. minucie meczu zmienił Rolanda Juhásza.